# فریده حمیدی
فریده حمیدی (زاده ۱۳۴۸ ولسوالی چخانسور - ولایت نیمروز) سیاستمدار افغانستانی خواهر عبدالغنی حمیدی و همسر دگر جنرال عبدالروف بلوچ و نماینده مردم ولایت نیمروز در دوره شانزدهم مجلس نمایندگان است. وی در مجلس شانزدهم نمایندگان افغانستان عضو کمیسیون امور بین‌المللی می‌باشد

## زندگی‌نامه
فریده حمیدی زاده ۱۳۴۸ از ولسوالی زرنج ولایت نیمروز است. وی تحصیلات متوسطه خود را در لیسه/دبیرستان ثریا در سال ۱۳۶۲ به پایان رسانید و سند فوق دیپلم خود را در سال ۱۳۶۴ از دارالمعلمین سید جمال‌الدین افغان کسب کرد.

## دیگر فعالیت‌ها
دیگر فعالیت‌های وی عباتند از:
- فعالیت در بخش معارف (مدیر و معلم در مدارس لیسه حیرتان نیمروز و نسوان زرنج)
- رئیس امور زنان ولایت نیمروز
- عضو لویه جرگه اضطراری و قانون اساسی.